# Усиновлення

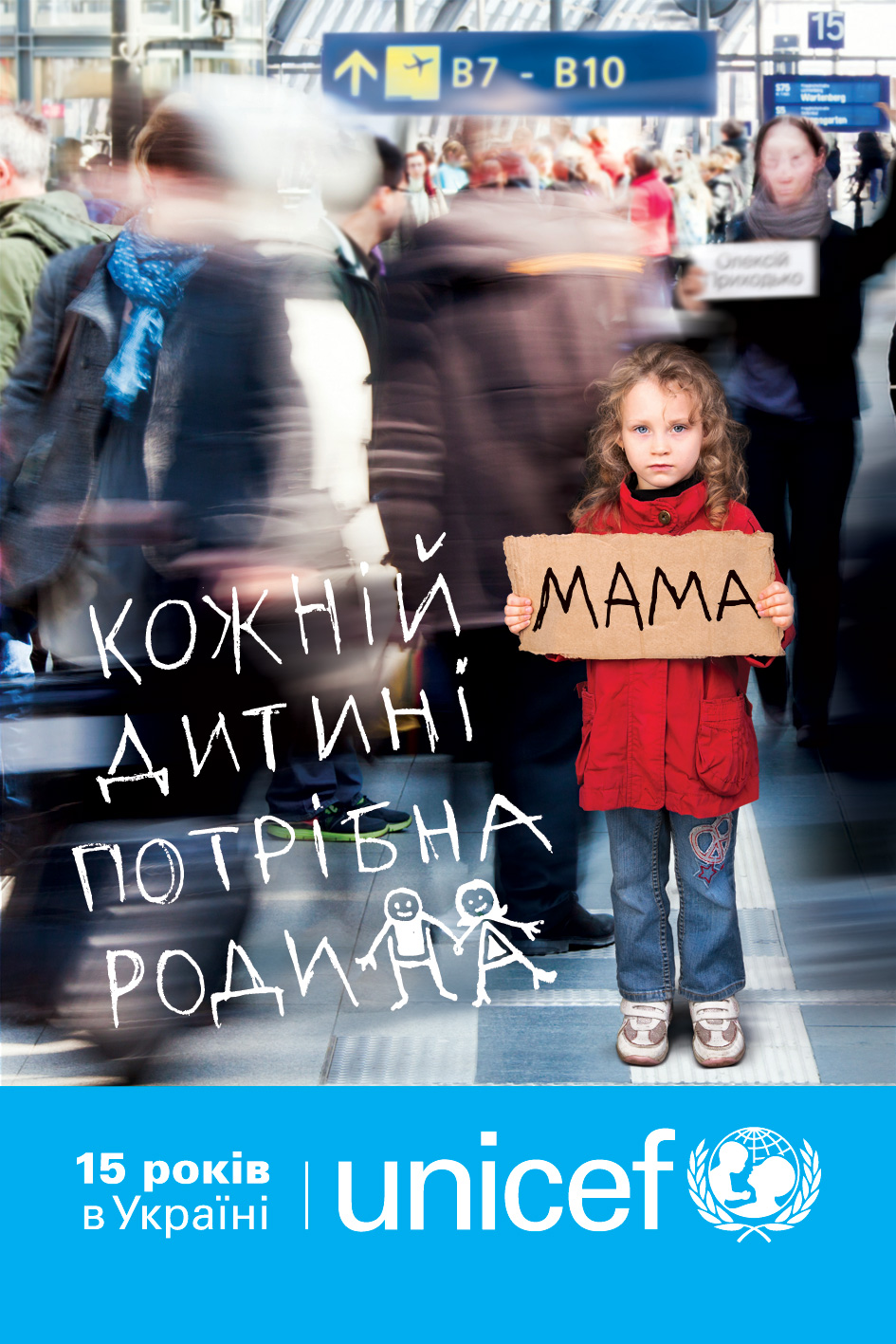

Усино́влення, або удочері́ння (лат. adoptio; англ. adoption) — виховування в сім'ях прийомних дітей, які залишилися без піклування рідних батьків. Також — адо́пція.
В Україні прийняття усиновлювачем у свою сім'ю особи на правах дочки чи сина, що здійснене на підставі рішення суду, крім випадку, передбаченого статтею 282 Сімейного Кодексу України. Згідно з сімейним законодавством України усиновлення допускається стосовно неповнолітніх дітей — і тільки (виключно) в їхніх інтересах. При влаштуванні дитини враховуються етнічне походження, релігійна й культурна приналежність, рідна мова, можливість забезпечення наступності у вихованні та освіті. Усиновлення братів та сестер різними особами не допускається, за винятком випадків, коли усиновлення відповідає інтересам дітей. Розголошення таємниці усиновлення (удочеріння) всупереч волі усиновлювача є злочином.

## В Україні
Згідно з Сімейним кодексом України (Документ 2947-14, чинна редакція від 08.03.2011)
Розділ IV. Влаштування дітей-сиріт і дітей, позбавлених батьківського піклування
Глава 18. Усиновлення
Стаття 207. Поняття усиновлення
Усиновленням є прийняття усиновлювачем у свою сім'ю особи на правах дочки чи сина, що здійснене на підставі рішення суду, крім випадку, передбаченого статтею 282 цього Кодексу. Усиновлення дитини проводиться у її найвищих інтересах для забезпечення стабільних та гармонійних умов її життя.
Стаття 208. Особа, яка може бути усиновленою
Усиновленою може бути дитина. У виняткових випадках суд може постановити рішення про усиновлення повнолітньої особи, яка не має матері, батька або була позбавлена їхнього піклування. У цьому разі суд бере до уваги сімейний стан усиновлювача, зокрема відсутність у нього своїх дітей, та інші обставини, що мають істотне значення.
Стаття 209. Усиновлення дитини, яку не забрали з пологового будинку чи підкинули, або яка була знайдена
1. Дитина, покинута в пологовому будинку, іншому закладі охорони здоров'я або яку відмовилися забрати з них батьки, інші родичі, може бути усиновлена після досягнення нею двомісячного віку.
2. Дитина, яку було підкинуто чи знайдено, може бути усиновлена після спливу двох місяців з часу її знайдення.

Стаття 210. Усиновлення братів та сестер
1. Якщо на обліку для можливого усиновлення перебувають рідні брати та сестри, вони не можуть бути роз'єднані при їх усиновленні. За наявності обставин, що мають істотне значення, суд за згодою органу опіки та піклування може постановити рішення про усиновлення когось із них або усиновлення їх різними особами.
2. Якщо усиновлення для дитини не є таємним, брат та сестра мають право знати про нове місце її проживання.

Стаття 216. Заборона посередницької, комерційної діяльності щодо усиновлення дітей
Посередницька, комерційна діяльність щодо усиновлення дітей, передання їх під опіку, піклування чи на виховання в сім'ї громадян України, іноземців або осіб без громадянства забороняється.
Стаття 218. Згода дитини на усиновлення
1. Для усиновлення дитини потрібна її згода, якщо вона досягла такого віку та рівня розвитку, що може її висловити. Згода дитини на її усиновлення дається у формі, яка відповідає її вікові та стану здоров'я.
2. Дитина має бути проінформована про правові наслідки усиновлення.
3. Усиновлення провадиться без згоди дитини, якщо вона у зв'язку з віком або станом здоров'я не усвідомлює факту усиновлення.
4. Згода дитини на усиновлення не потрібна, якщо вона проживає в сім'ї усиновлювачів і вважає їх своїми батьками.

Стаття 222. Згода закладу охорони здоров'я або навчального закладу на усиновлення дитини
На усиновлення дитини, яка не має батьків і перебуває у закладі охорони здоров'я або навчальному закладі, потрібна письмова згода цього закладу. Усиновлення може бути проведене без згоди цього закладу, якщо суд встановить, що усиновлення дитини відповідає її інтересам.
Стаття 223. Заява про усиновлення дитини
1. Особа, яка бажає усиновити дитину, подає до суду заяву про усиновлення. Подання такої заяви через представника не допускається.
2. Заява про усиновлення може бути відкликана до набрання чинності рішенням суду про усиновлення.

Стаття 224. Рішення суду про усиновлення
1. Суд, постановляючи рішення про усиновлення дитини, враховує обставини, що мають істотне значення, зокрема:
  1. стан здоров'я та матеріальне становище особи, яка бажає усиновити дитину, її сімейний стан та умови проживання, ставлення до виховання дитини;
  2. мотиви, на підставі яких особа бажає усиновити дитину;
  3. мотиви того, чому другий із подружжя не бажає бути усиновлювачем, якщо лише один із подружжя подав заяву про усиновлення;
  4. взаємовідповідність особи, яка бажає усиновити дитину, та дитини, а також те, як довго ця особа опікується вже дитиною;
  5. особу дитини та стан її здоров'я;
  6. ставлення дитини до особи, яка бажає її усиновити.
2. При дотриманні всіх умов, встановлених цим Кодексом, здатності особи, яка бажає усиновити дитину, забезпечити стабільні та гармонійні умови для життя дитини суд постановляє рішення, яким оголошує цю особу усиновлювачем дитини.
3. Суд не може відмовити особі в усиновленні на тій підставі, що вона вже має або може народити дитину.
4. Суд, постановляючи рішення про усиновлення повнолітньої особи, враховує мотиви, на підставі яких особи бажають усиновлення, можливість їхнього спільного проживання, їхній

сімейний стан та стан здоров'я, а також інші обставини, що мають істотне значення.
Стаття 226. Право на таємницю усиновлення
1. Особа має право на таємницю перебування на обліку тих, хто бажає усиновити дитину, пошуку дитини для усиновлення, подання заяви про усиновлення та її розгляду, рішення суду про усиновлення.
2. Дитина, яка усиновлена, має право на таємницю, в тому числі і від неї самої, факту її усиновлення.
3. Особа, яка була усиновлена, має право після досягнення нею чотирнадцяти років на одержання інформації щодо свого усиновлення.

Стаття 227. Право на приховання факту усиновлення від дитини, яка усиновлена
1. Усиновлювач має право приховувати факт усиновлення від дитини, яка ним усиновлена, і вимагати нерозголошення цієї інформації особами, яким стало відомо про неї як до, так і після досягнення дитиною повноліття.
2. Усиновлювач має право приховувати від дитини факт її усиновлення, якщо розкриття таємниці усиновлення може завдати шкоди її інтересам.
3. Якщо усиновлюється дитина, яка не досягла семи років, службові особи при виявленні її згоди на усиновлення зобов'язані вживати заходів щодо забезпечення таємниці усиновлення від самої дитини.

Стаття 229. Право усиновлювача бути записаним матір'ю, батьком дитини
1. Особа, яка подала заяву про усиновлення, може виявити бажання бути записаною у Книзі реєстрації народжень матір'ю, батьком дитини або повнолітньої особи.
2. Якщо усиновлюється дитина, яка досягла семи років, то для запису усиновлювача матір'ю, батьком потрібна згода дитини, крім випадку, передбаченого частиною четвертою статті 218 цього Кодексу.
3. Суд задовольняє таку заяву усиновлювача у рішенні про усиновлення, якщо це відповідає інтересам дитини.

Стаття 232. Правові наслідки усиновлення
1. З моменту здійснення усиновлення припиняються особисті та майнові права і обов'язки між батьками та особою, яка усиновлена, а також між нею та іншими її родичами за походженням. При усиновленні дитини однією особою ці права та обов'язки можуть бути збережені за бажанням матері, якщо усиновлювачем є чоловік, або за бажанням батька, якщо усиновлювачем є жінка.
2. Якщо після смерті одного з батьків дитини або розірвання шлюбу з особою, визнаною судом недієздатною, другий з батьків дитини вступив у повторний шлюб і його дружина, чоловік у повторному шлюбі бажають усиновити дитину, баба, дід дитини з боку того з батьків, хто помер або визнаний недієздатним, рідні брати, сестри дитини мають право подати до суду заяву про збереження між ними та дитиною, яку усиновлюють, правового зв'язку. Суд розглядає таку заяву одночасно із заявою про усиновлення і задовольняє її, якщо це відповідає інтересам дитини.
3. З моменту усиновлення виникають взаємні особисті немайнові та майнові права і обов'язки між особою, яка усиновлена (а в майбутньому — між її дітьми, внуками), та усиновлювачем і його родичами за походженням.
4. Усиновлення надає усиновлювачеві права і накладає на нього обов'язки щодо дитини, яку він усиновив, у такому ж обсязі, який мають батьки щодо дитини.
5. Усиновлення надає особі, яку усиновлено, права і накладає на неї обов'язки щодо усиновлювача у такому ж обсязі, який має дитина щодо своїх батьків.

Стаття 234. Збереження прав дитини, які вона мала до усиновлення
Дитина, яка усиновлена, зберігає права на пенсію, інші соціальні виплати, а також на відшкодування шкоди у зв'язку з втратою годувальника, які вона мала до усиновлення.
Стаття 235. Нагляд за дотриманням прав дитини, яка усиновлена
1. Орган опіки та піклування здійснює нагляд за дотриманням прав дітей, які усиновлені і проживають в Україні.
2. Нагляд за дотриманням прав дитини, яка усиновлена, здійснюється до досягнення нею повноліття.

Сімейний кодекс України. (Відомості Верховної Ради (ВВР), 2002, N 21-22, ст.135) (Із змінами, внесеними згідно із законом)
Документ 2947-14, чинна редакція від 08.03.2011
Якщо мати чи батько дитини є неповнолітніми, крім їхньої згоди на усиновлення, потрібна згода їхніх батьків, яке також підлягає нотаріальному посвідченню.

## Статистика усиновлень
У період з січня по серпень 2023 року в Україні було усиновлено 546 дітей. Це на 14% більше, ніж протягом восьми місяців  коли нових батьків отримали 479 маленьких українців. Разом з тим, загалом за період повномасштабної війни в Україні було усиновлено майже 1,2 тис. дітей.
Такі цифри все ще суттєво нижчі за показники аналогічних періодів 2020 та 2021 років — тоді було усиновлено 694 та 912 дітей відповідно. Загалом з січня 2020 року по серпень 2023 року в нашій державі було усиновлено майже 3,9 тис. дітей.
При цьому, загальна кількість дітей-сиріт та дітей, позбавлених батьківського піклування, в Україні становила 66,5 тис., з яких діти-сироти — 22,3 тис. 

### Всиновлення дітей людиною з інвалідністю, ВІЛ-інфікованими і трансгендерами
11 березня 2016 року Кабінет Міністрів України повідомив про намір скасувати заборону на всиновлення дітей інвалідами, ВІЛ-інфікованими і трансгендерами до 2017 року (розпорядження № 1393 від 23 листопада 2015 року). Цим розпорядженням Кабмін затвердив план дій з реалізації Національної стратегії у сфері прав людини на період до 2020 року. До 2017 року передбачається внести зміни до наказу Міністерства охорони здоров'я України, який визначає перелік захворювань, за наявності яких громадянин не може бути всиновлювачем. Зокрема, передбачається скасувати заборону на всиновлення дітей людьми з інвалідністю, ВІЛ-позитивними та трансгендерними людьми.